# Neil Marshall
Neil Marshall, född 25 maj 1970 i Newcastle-upon-Tyne i England, är en brittisk filmregissör. 

## Karriär
Marshall började sin karriär med Dog Soldiers, som blev en kultfilm. Han blev medlem i Splat Pack efter att ha regisserat Instängd som blev hans första kassasuccé. Han regisserade också Doomsday och Centurion.

## Filmografi
| År   | Film         | Kredit                    |
| ---- | ------------ | ------------------------- |
| 1998 | Killing Time | Manus, Redaktör           |
| 2002 | Dog Soldiers | Regissör, Manus, Redaktör |
| 2005 | Instängd     | Regissör, Manus           |
| 2008 | Doomsday     | Regissör, Manus, Redaktör |
| 2009 | Instängd 2   | Exekutiv producent        |
| 2010 | Centurion    | Regissör, Manus           |